# Quartiere Vialba I
Il quartiere Vialba I è un quartiere di edilizia residenziale pubblica di Milano, posto all'estrema periferia settentrionale della città, in fregio all'autostrada per Bergamo, nel municipio 8.
Prende il nome dall'antico nucleo rurale di Vialba, storicamente posto intorno alla villa Scheibler e oggi interamente scomparso.

## Storia
Il quartiere Vialba I, costruito nell'ambito del 2º settennio INA-Casa, venne realizzato dal 1957 al 1960 su progetto di un gruppo di architetti (Cerutti, Latis, Lingeri, Minoletti, Morini e Tevarotto) coordinato da Ezio Cerutti e Pietro Lingeri.
Venne realizzata solo la metà occidentale del progetto inizialmente previsto: secondo i piani, infatti, il quartiere si sarebbe dovuto estendere su un'area totale di 30 ha, estendendosi fino alla ferrovia Milano-Saronno e occupando anche aree nel comune di Novate; invece, su parte di tale area venne costruito alcuni anni dopo il quartiere «Vialba II», secondo una concezione urbanistica del tutto diversa.

## Caratteristiche
Il quartiere si estende all'estrema periferia settentrionale della città, ed è compreso fra la via Felice Orsini (a sud) e l'autostrada Serenissima (a nord), su un'area di 17 ha dimensionata per 6 800 abitanti.
Fu progettato secondo i criteri fissati dall'INA-Casa, che prevedevano una densità relativamente bassa (nel caso del quartiere Vialba, 390 abitanti per ettaro), la disposizione delle case intorno a spazi verdi interni e il disegno sinuoso della maglia stradale per disincentivare il traffico di attraversamento.
Asse portante del quartiere è la via Val Trompia, che corre da ovest a est: le case poste sul lato nord di tale via, interamente porticate, ospitano al piano terreno tutti i negozi utili per le necessità quotidiane; tale soluzione si discostava dalla prassi seguita in altri quartieri di concentrare i negozi in edifici bassi autonomi, che aveva portato spesso a ritardi nella loro realizzazione.
I servizi di quartiere (la scuola, il centro sociale e il centro religioso) furono previsti all'estremità orientale del quartiere, che dopo il previsto proseguimento dell'edificazione verso est si sarebbe trovata in posizione baricentrica; di tali servizi venne però realizzata solo la scuola, mentre il centro religioso (la chiesa della Resurrezione) sarebbe stato edificato ancora più ad est, all'interno del quartiere «Vialba II».
Architettonicamente, i progettisti si orientarono su case a tre o quattro piani, con facciate movimentate dall'uso frequente di dettagli vernacolari per evitare un aspetto monotono da «quartiere dormitorio»; da molti critici il risultato fu tuttavia giudicato negativamente: pur rilevandone l'importanza nel dibattito architettonico dell'epoca, vennero rilevate una scarsa coerenza interna del quartiere o l'incongruenza fra la ricerca di effetti pittoreschi e la realtà socialmente disagiata.

### Fonti
- Eugenio Gentili, Quartieri Vialba e via Feltre, in Urbanistica, n. 18-19, marzo 1956,  pp. 190-191, ISSN 0042-1022 (WC · ACNP).
- Renato Bonelli, Quartiere residenziale a Milano-Vialba, in L'architettura. Cronache e storia, anno V, n. 3, luglio 1959,  pp. 186-187, ISSN 0003-8830 (WC · ACNP).
- Luigi Beretta Anguissola (a cura di), I 14 anni del piano INACASA, Roma, Staderini, 1963,  pp. 222-223, ISBN non esistente, SBN SBL0134260.
- Maurizio Grandi e Attilio Pracchi, Milano. Guida all'architettura moderna, Bologna, Zanichelli, 1998  [1980],  pp. 262-263, ISBN 88-08-05210-9.
- Maurizio Boriani, Corinna Morandi e Augusto Rossari, Milano contemporanea. Itinerari di architettura e di urbanistica, Maggioli, 2007, ISBN 978-88387-4147-0.

### Ulteriori approfondimenti
- Virgilio Vercelloni, Alcuni quartieri di edilizia sovvenzionata a Milano, in Casabella-Continuità, n. 253, luglio 1961,  p. 48, ISSN 0008-7181 (WC · ACNP).
- P. Guidi, Inchiesta sul quartiere Vialba - Quarto Oggiaro, in Casabella, n. 366, giugno 1972,  pp. 6-7, ISSN 0008-7181 (WC · ACNP).
- C. Bono e Virgilio Vercelloni, Il contesto e le opere, in Casabella, n. 451-452, ottobre-novembre 1979,  p. 60, ISSN 0008-7181 (WC · ACNP).